# 14-es busz (Győr)
A győri 14-es jelzésű autóbusz Marcalváros, Kovács Margit utca és az Újváros, Nép utca között közlekedik Adyváros, belváros, Gyárváros és Sziget érintésével. A vonalat a Volánbusz  Zrt. üzemelteti.

## Története
2022. április 9-től a korábban Pinnyédig közlekedő 8-as járat lerövidült a Révai Miklós utcáig. Ettől a naptól kezdve kb. minden második 14-es vagy 14B járat 13-as vagy 13B jelzéssel a Liget utcai végállomás helyett Pinnyédre közlekedik. A 14-es járat csúcsidőben meghosszabbításra került Újvárosig, míg a Liget utcáig közlekedő járatok számozása 14A-ra változott.

## Közlekedése
A 14-es járatok összehangoltan közlekednek a 13-as, 13B, 14A és 14B buszokkal. A Liget utca felé a 14A és 14B járatokkal közösen, munkanapokon csúcsidőben körülbelül 20-30 percenként, minden egyéb időszakban 40 percenként indulnak a buszok.

## Útvonala
| Marcalváros, Kovács Margit utca felé | Újváros, Nép utca, templom felé |
| --- | --- |
| Újváros, Nép utca, templom – Nép utca – Liget utca – Szalay Imre utca – Radnóti Miklós utca – Erkel Ferenc utca – Kossuth Lajos utca – Rába Kettős híd – Zechmeister utca – Jókai utca – Szent István út – Budai út – Nagysándor József utca – Ipar utca – Szigethy Attila út – Kodály Zoltán utca – Földes Gábor utca – Tihanyi Árpád út – Vasvári Pál utca – Lajta út – Bakonyi út – Mécs László utca – Marcalváros, Kovács Margit utca | Marcalváros, Kovács Margit utca – Mécs László utca – Bakonyi út – Lajta út – Vasvári Pál utca – Tihanyi Árpád út – Földes Gábor utca – Kodály Zoltán utca – Szigethy Attila út – Ipar utca – Nagysándor József utca – Budai út – Szent István út – Aradi vértanúk útja – Zechmeister utca – Rába Kettős híd – Híd utca – Radnóti Miklós utca – Szalay Imre utca – Liget uca – Nép utca – Újváros, Nép utca, templom |

## Megállóhelyei
Az átszállási kapcsolatok között a 14A, 14B, 13-as és 13B buszok nincsenek feltüntetve!
| 0  | 0  | Újváros, Nép utca, templom                                           | 40 | 1, 1A | Szent Erzsébet templom, Horgásztavak |
| 1  | 1  | Somos utca                                                           | 39 | 1, 1A, 1B | Csipkebogyó Waldorf Óvoda |
| 2  | 2  | Liget utca, Nyár utca                                                | 38 | 1, 1A, 1B | Újvárosi Művelődési Ház |
| 3  | 3  | Olimpiai Sportpark (Korábban: Radnóti Miklós utca, Bercsényi liget)  | 36 | | Olimpiai Sportpark, Bercsényi Miklós Közlekedési És Sportiskolai Szakközépiskola És Szakiskola, Bercsényi liget                                                                             |
| 4  | 4  | Radnóti Miklós utca, Köztelek utca                                   | 34 | | Győri Rendőrkapitányság Közrendvédelmi Osztály, Márvány Óvoda Szigeti Tagóvodája |
| 6  | 6  | Erkel Ferenc utca                                                    | ∫  | 11, 12Y, 18 | Bartók Béla Ének-Zenei Általános Iskola |
| ∫  | ∫  | Radnóti Miklós utca, Szarvas utca (Korábban: Stromfeld utca)         | 33 | 11, 12Y, 18 | Rába Quelle fürdő |
| 8  | 8  | Petőfi tér, zsinagóga                                                | ∫  | 1, 1A, 1B, 11, 12Y, 18 | Petőfi tér, Zsinagóga, Városi Művészeti Múzeum |
| ∫  | ∫  | Híd utca, Rába Quelle fürdő                                          | 32 | 2B, 11, 12Y, 18 | Rába Quelle fürdő, Petz Aladár Oktató Kórház Rehabilitációs Centrum |
| 9  | 9  | Zechmeister utca, Rába-part (↓) Zechmeister utca, Bécsi kapu tér (↑) | 30 | 1, 1A, 1B, 2B, 8Y, 9A, 11, 12Y, 17, 17B, 18, 19A | Klastrom szálló, Virágpiac tér, Bécsi kapu tér |
| 11 | 11 | Honvéd liget (↓) Aradi vértanúk útja, szökőkút (↑)                   | 28 | 1, 1A, 1B, 2, 2B, 5, 5B, 5R, 6, 7, 8, 8Y, 9, 9A, 11, 12, 12A, 12Y, 15, 15A, 17, 17B, 18, 19, 19A, 21, 21B, 22, 22A, 22B, 22Y, 29, 30, 30A, 30B, 30Y, 31, 31A, 37, 38, 38A Távolsági járatok S10 G10 , IC, InterRégió, EC, EN, ER, gyorsvonat, expresszvonat, | Győr Honvéd ligeti Okmányiroda, Szent István úti Okmányiroda, Honvéd liget, Munkaügyi Bíróság, Városháza, Győr-Moson-Sopron Vármegyei Kormányhivatal                                        |
| 13 | 13 | Szent István út, Iparkamara                                          | 26 | 6, 7, 8, 8Y, 9, 10, 11, 11Y, 12, 12A, 12Y, 15, 15A, 16, 30, 30A, 30B, 30Y, 31, 31A, 42 | Győr-Moson-Sopron Vármegyei Kereskedelmi és Iparkamara, Bisinger József park, Osztrák Köztársaság Konzuli Képviselete, Közjegyzői Kamara                                                    |
| 15 | 15 | Budai út, Árkád üzletház                                             | 24 | 2B, 6, 7, 8, 8Y, 10, 12, 12A, 12Y, 16, 17, 17B, 30, 30A, 30B, 31, 31A | Árkád |
| 17 | 17 | Budai út, szeszgyár                                                  | 21 | | Győri Szeszgyár és Finomító Zrt., Győri Likőrgyár Zrt. |
| 19 | 19 | Mátyás király tér                                                    | 19 | 15, 15A | Jézus Szíve templom, Waldorf Általános Iskola és Gimnázium, Mátyás király tér |
| 21 | 21 | Ipar utca, Nagysándor József utca                                    | 18 | 41 | ETO Park, Okmányiroda, Waldorf Általános Iskola és Gimnázium |
| 22 | 22 | Ipar utca, Kiskúti út                                                | 17 | 8, 8Y, 41 | |
| 23 | 23 | Ipar utca, Puskás Tivadar utca (Korábban: Ipar utca, posta)          | 16 | 20, 20Y, 23, 24, 41 | |
| 24 | 25 | Ipar utca, Volán-telep (Korábban: Ipar utca, ÉNYKK Zrt.)             | 14 | 20, 20Y, 23, 23A, 24, 41 | Volánbusz Zrt. |
| 25 | 26 | Szigethy Attila út, Fehérvári út                                     | 12 | 9, 9A, 15, 19, 19A, 20, 20Y, 23, 23A, 24, 25, 27, 28, 41 | Barátság park, Adyvárosi sportcentrum |
| 27 | 29 | Kodály Zoltán utca, Földes Gábor utca                                | 10 | 7, 9, 9A, 17, 17B, 20, 24, 25, 28, 41 | Kuopio park, 4-es posta |
| 28 | 30 | Földes Gábor utca                                                    | ∫  | 25 | Pálffy Miklós Kereskedelmi Szakképző Iskola, Fekete István Általános Iskola |
| 29 | 33 | Tihanyi Árpád út, kórház                                             | 8  | 2, 2B, 11, 11Y, 16, 25, 32, 34, 36, 37, 38, 38A | Petz Aladár Egyetemi Oktató Kórház, Erzsébet Ligeti Óvoda Vuk Tagóvodája |
| 31 | 34 | Vasvári Pál utca, kórház, főbejárat                                  | 6  | 6, 11, 11Y, 16, 23, 23A, 24, 25, 26, 28, 32, 34, 36, 37 | Petz Aladár Egyetemi Oktató Kórház, Győr Plaza, Gyermekvédelmi Központ |
| 33 | 39 | Lajta út, posta                                                      | 4  | 11, 11Y, 16, 22, 22A, 22B, 22Y, 23, 23A, 24, 25, 26, 28, 42 | 13-as posta, Kovács Margit Óvoda Brunszvik Teréz Német Nemzetiségi Tagóvodája, Szent-Györgyi Albert Egészségügyi és Szociális Szakképző Iskola, Kovács Margit Általános és Szakképző Iskola |
| 35 | 41 | Lajta út, gyógyszertár                                               | 2  | 11, 11Y, 16, 22, 22A, 22B, 22Y, 23, 23A, 24, 25, 26, 28, 42 | |
| 37 | 44 | Bakonyi út, marcalvárosi aluljáró (Korábban: Gerence út, aluljáró)   | ∫  | 11, 11Y, 16, 21, 21B, 22, 22A, 22B, 22Y, 23, 23A, 24, 25, 26, 28, 42 | |
| ∫  | ∫  | Bakonyi út, Gerence út (Korábban: Gerence út, PÁGISZ ÁMK)            | 1  | 11, 11Y, 16, 21, 21B, 22, 22A, 22B, 22Y, 23, 23A, 24, 25, 26, 28, 42 | Pattantyús-Ábrahám Géza Ipari Szakközépiskola és Általános Művelődési Központ |
| 39 | 47 | Marcalváros, Kovács Margit utca                                      | 0  | 1, 1A, 1B, 11, 11Y, 16, 21, 21B, 22, 22A, 22B, 22Y, 23, 23A, 24, 25, 26, 28, 42 | |

1. 1 2  A reggeli csúcsidőszakban egyes járatok kiemelt menetidővel közlekednek.